# Rotăria (okręg Bacău)
Rotăria – wieś w Rumunii, w okręgu Bacău, w gminie Motoșeni. W 2011 roku liczyła 134 mieszkańców.